# یوشینوبو شیبا
یوشینوبو شیبا (انگلیسی: Yoshinobu Shiba؛ زادهٔ ۲۰ اکتبر ۱۹۳۰) تاریخ‌نگار اهل ژاپن و از دانش‌آموختگان دانشگاه توکیو است.

## زندگی
او استاد برجسته دانشگاه اوساکا، و متخصص در تاریخ سلسله سونگ و عضو آکادمی ژاپن است. وی جایزه شایستگی فرهنگی در ژاپن و جایزه تانگ در تایوان را دریافت کرده‌است.

## آثار
چندین اثر تخصصی وی به انگلیسی ترجمه شده‌است، از جمله مطالعات برجسته تجارت و جامعه در سونگ چین که یکی از برجسته‌ترین آثار تاریخ اقتصاد چین است.